# Living in a Box
Living in a Box (Ли́вин ин э бокс) — британская музыкальная группа конца 1980-х годов, наиболее известная по одноимённой песне, — «Living in a Box», — которая в 1987 году ворвалась на MTV, произведя там сенсацию. В США этот сингл остался единственным попавшим в первую сороковку, а в Великобритании популярность последующих песен коллектива была на хорошем уровне.
Группа была образована в Шеффилде в 1985 году и состояла из Ричарда Дарбишира (гитара/вокал), Маркус Вира (синтезатор) и Энтони Критчлоу (ударные). Ранее, в начале 1980-х годов, Дарбишир был солистом группы Zu Zu Sharks.
Со второго альбома — Gatecrashing (1989, а первый вышел в 1987 и тоже назывался Living in a Box) — в первую десятку в Великобритании попали синглы «Blow the House Down» и «Room in Your Heart».
Но потом на их лейбле (Chrysalis) произошли изменения, приведшие к творческим разногласиям во время записи третьего альбома. Так его (альбом) и не закончив, в 1990 году группа распалась.
Музыкальный сайт AllMusic определяет стиль группы как поп-фанк.

## Состав
- Ричард Дарбишир[англ.] (англ. Richard Darbyshire) — вокал, гитара
- Маркус Вир (англ. Marcus Vere) — синтезатор
- Энтони Критчлоу (англ. Anthony Critchlow) — ударные

## Дискография
- См. «Living in a Box § Discography» в английском разделе.